# You’re Makin’ Me High
You’re Makin’ Me High ist ein Lied von Toni Braxton aus dem Jahr 1996, das von Kenneth Edmonds und Bryce Wilson geschrieben wurde. Es erschien auf dem Album Secrets. Für die Produktion waren Babyface und Bryce Wilson verantwortlich.

## Geschichte
Nach der Singleauskopplung am 13. Mai 1996 wurde das Lied im nachfolgenden Jahr bei den Grammy Awards 1997 in der Kategorie Beste weibliche Gesangsdarbietung – R&B ausgezeichnet.
Larry Flick von Billboard hielt das Lied für ein „schlankes sexy Stück Jeep-Funk“ mit einer „anspruchsvoll getönten und einer reichhaltigen Produktion“ und lobte den Refrain des Liedes. Peter Miro von Cashbox bemerkte, dass „Toni mit ihren Betonungen Sinnlichkeit ausstrahlt, gepaart mit straffen, kaskadierenden Hintergrundharmonien und einer crossoverfähigen Grundlinie. Sie projiziert Anziehungskraft genug, um in ihrer schwülen, verlassenen Mystik fortzubestehen“. Alan Jones von der Music Week beschrieb es als „nörgelndes und überraschend lebhaftes R&B-Stück“ mit Braxtons außergewöhnlichem Gesang und hielt es für „einen offensichtlichen Hit“. Damien Mendis von RM Dance Update bewertete den Song mit fünf von fünf und schrieb: „Oh mein Gott! Der stets verlässliche Babyface tut sich mit Bryce Wilson von Groove Theory zusammen, um eine R&B-Nummer zu kreieren, die dich nach mehr betteln lässt. Schau dir das Rezept an: Fette Beats wie Tell Me von Groove Theory Intro, Edie Brickell-artige Gitarrenriffe, verwoben mit subtilen Bässen und einer schwebenden, orientalisch klingenden Moog-Hook. Tonis mühelos weicher Gesang ist wunderschön mit üppig geschichteten Hintergrund harmonieren strukturiert, köstlich!“ Pop Rescue bewertete es als „wunderbaren Mid-Tempo-Song, der das Beste aus dem schwülen Gesang und den Beats macht.“

## Musikvideo
Die Regie des Musikvideos führte Bille Woodruff. Im Video sieht man Toni Braxton mit einer Gruppe von Freundinnen (gespielt von Erika Alexander, Vivica A. Fox, und Tisha Campbell-Martin), die sich in einer luxuriösen Umgebung amüsieren. Ein Aufzug bringt eine Reihe von Männern hoch, von denen einige attraktiv und andere eher unattraktiv sind. Braxton und ihre Freundinnen beurteilen diese Männer anhand von übergroßen Spielkarten zur Bewertung. In regelmäßigen Abständen wählt eine Frau einen Mann aus, mit dem sie geht. Braxton entscheidet sich für Bryce Wilson. Das Musikvideo wurde am 5. Mai 1996 auf MTV, Black Entertainment Television und VH1 uraufgeführt.

## Rezeption

### Charts und Chartplatzierungen
| ChartsChartplatzierungen       | Höchstplatzierung | Wochen |
| ------------------------------ | ----------------- | ------ |
| Deutschland (GfK)              | 47 (17 Wo.)       | 17     |
| Vereinigtes Königreich (OCC)   | 7 (11 Wo.)        | 11     |
| Vereinigte Staaten (Billboard) | 1 (41 Wo.)        | 41     |

| ChartsJahrescharts (1996)      | Platzierung |
| ------------------------------ | ----------- |
| Vereinigtes Königreich (OCC)   | 79          |
| Vereinigte Staaten (Billboard) | 9           |

| ChartsJahrescharts (1997)      | Platzierung |
| ------------------------------ | ----------- |
| Vereinigte Staaten (Billboard) | 98          |

### Auszeichnungen für Musikverkäufe
| Land/Region                  | Auszeichnungen für Musikverkäufe (Land/Region, Auszeichnung, Verkäufe) | Verkäufe  |
| ---------------------------- | ---------------------------------------------------------------------- | --------- |
| Australien (ARIA)            | Platin                                                                 | 70.000    |
| Neuseeland (RMNZ)            | Platin                                                                 | 15.000    |
| Vereinigte Staaten (RIAA)    | Platin                                                                 | 1.000.000 |
| Vereinigtes Königreich (BPI) | Silber                                                                 | 200.000   |
| Insgesamt                    | 1× Silber · 3× Platin ·                                                | 1.285.000 |

Hauptartikel: Toni Braxton/Auszeichnungen für Musikverkäufe

## Coverversionen
- 1997: Foxy Brown feat. Toni Braxton
- 1997: Mad Cobra feat. Toni Braxton
- 2001: Method Man feat. Redman (Part II)
- 2013: SecondCity (I Wanna Feel)